# Ронекс Кипруто
Ронекс Кипруто (рођен 12. октобра 1999.) је кенијски атлетичар, актуелни светски рекордер у трци на 10 километара на друму. Освојио је бронзану медаљу на 10.000 метара на Светском првенству 2019. 2024. суспендован је због вишегодишњег допинговања.

## Каријера
Родитељи Ронекса Кипрута су земљорадници. Одрастао је у Комбатичу у региону Кеијо. Његов тренер је Колм О'Конел.

### 2017
У септембру, 17-годишњи Кипруто завршио је трећи у трци на 10 километара на Великој награди Прага са временом 27:13. У овој трци, по први пут у историји су тројица тркача трчала брже од 27 минута и 20 секунди у истој трци на 10 км на друму.

### 2018
Ронекс је победио на Светском првенству за јуниоре у трци на 10.000 метара.
На овом шампионату у Тампереу у Финској, он је 10. јула истрчао 27:21,08, што је био нови рекорд шампионата. Џејкоб Киплимо из Уганде пласирао се на друго место 22 секунде иза Кипрута, а Бериху Арегави из Етиопије био је трећи са 27:48,41.
Кипруто је 8. септембра победио у Прагу на уличној трци на 10 километара у времену 26:46  што је друго најбрже време у историји (иза тадашњег светског рекорда Леонарда Комона од 26:44 из 2010. године).

### 2019
Кипруто је трчао у сениорској трци на Светском првенству у кросу одржаном у марту у Архусу у Данској. Завршио је шести у времену 32:17 од 144 стартера. Трку је победио Џошуа Чептегеи (Уганда) са 31:40, а Џејкоб Киплимо је био други са 31:44. Међутим, Кипруто је са Кенијом освојио сребрну медаљу у екипном пласману, иза Уганде и испред Етиопије.
Светско првенство 2019. у Дохи, Катар
Дана 6. октобра 2019. Кипруто је трчао на 10.000 м. Победник је био Џошуа Чептегеи (Уганда) са 26:48,36, другопласирани Јомиф Кејелча (Етиопија) трчао је 26:49,34. Кипруто је освојио бронзану медаљу са временом 26:50,32.

### 2020–данас
Кипруто је 12. јануара 2020. поставио светски рекорд у друмској трци на 10 км у Валенсији са временом 26:24 (26 минута, 24 секунде). Претходни светски рекорд држао је Џошуа Чептегеи са 26:38. Кипруто је првих 5 километара трке истрчао за 13:18, а други за 13:06.
На одложеним Олимпијским играма у Токију, у јулу 2021., Ронекс је завршио девети на 10.000 м у времену 27:52,78.
У марту 2022. Кипруто је победио на њујоршком полумаратону у времену од 1:00:30.
Дана 17. маја 2023., Кипруто је привремено суспендован од стране Јединице за атлетски интегритет због употребе забрањене супстанце/метода из података његовог спортског биолошког пасоша. 5. јуна 2024. Кипруто је суспендован на шест година и сви његови резултати од 2018. су поништени.

## Достигнућа

### Међународна такмичења
| Година | Такмичење                    | Место           | Позиција | Дисциплина     | Резултат | Белешка           |
| ------ | ---------------------------- | --------------- | -------- | -------------- | -------- | ----------------- |
| 2018.  | Светско првенство за јуниоре | Тампере, Финска | 1.       | 10.000 м       | 27:21,08 | Рекорд шампионата |
| 2019.  | Светско првенство у кросу    | Архус, Данска   | 6.       | Трка сениора   | 32:17    |                   |
| 2019.  | Светско првенство у кросу    | Архус, Данска   | 2.       | Сениори екипно | 43 поена |                   |
| 2019.  | Светско првенство            | Доха, Катар     | 3.       | 10.000 м       | 26:50,32 |                   |
| 2021.  | Олимпијске игре              | Токио, Јапан    | 9.       | 10.000 м       | 27:52,78 |                   |

### Лични рекорди
| Стаза          | Дисциплина    | Време (минути:секунде.стотинке) | Место                    | Датум             | Напомене                 |
| -------------- | ------------- | ------------------------------- | ------------------------ | ----------------- | ------------------------ |
| Атлетска стаза | 3.000 метара  | 7:48,08                         | Кембриџ, САД             | 19. мај 2018.     |                          |
| Атлетска стаза | 5.000 метара  | 13:07,40                        | Лондон, Велика Британија | 20. јул 2019.     |                          |
| Атлетска стаза | 10.000 метара | 26:50,16                        | Стокхолм, Шведска        | 30. мај 2019.     |                          |
| Друм           | 5 километара  | 13:18                           | Валенсија, Шпанија       | 12. јануар 2020.  |                          |
| Друм           | 10 километара | 26:24                           | Валенсија, Шпанија       | 12. јануар 2020.  | Светски рекорд           |
| Друм           | Полумаратон   | 57:49                           | Валенсија, Шпанија       | 6. децембар 2020. | 3. резултат свих времена |

Информације преузете са профила Ронекса Кипрута на сајту Светске атлетике.